# Eupteryx orientalis
Eupteryx orientalis är en insektsart som beskrevs av Rauno E. Linnavuori 1953. Eupteryx orientalis ingår i släktet Eupteryx och familjen dvärgstritar. Inga underarter finns listade i Catalogue of Life.